# Barbara De Bortoli
Barbara De Bortoli (30 de enero de 1971) es una actriz, actriz de voz y cómica italiana.

## Filmografía
- Maschi contro femmine, de Fausto Brizzi (2010)
- Don Matteo - serie de TV, 1 episodio (2011)
- Suits - serie de TV (voz italiana de Sarah Rafferty)
- Once Upon a Time - serie de TV (voz italiana de Rebecca Mader; 2011-2018)
- Io e Te, de Pierluigi Diaco (2019-presente)
- Es la voz italiana de Naomi Watts, Elizabeth Banks y Rebecca Mader.